# Никюп
Никюп (болг. Никюп) — село в Болгарии. Находится в Великотырновской области, входит в общину Велико-Тырново. Население составляет 410 человек.
Деревня Никюп находится в предгорной зоне, в центральной части Дунайской равнины. Рядом протекает река Росица. Климат — континентальный. Почва — плодородный чернозем. Благоприятные условия для выращивания овощей и фруктов. Село известно в регионе выращиванием арбузов.
В 3 км от деревни Никюп, в 18 км к северу от старой болгарской столицы Велико Тырново, расположены остатки древнего римского города Никополь-на-Истре (лат. ULPIA NICOPOLIS AD ISTRUM, греч. Νικόπολις ἡ πρὸς Ἴστρον, «Город победы на Дунае»), основанного императором Траяном в 102 г. в честь победы над даками.

## Политическая ситуация
В местном кметстве Никюп, в состав которого входит Никюп, должность кмета (старосты) исполняет Йорданка Атанасова, по результатам выборов правления кметства.
Кмет (мэр) общины Велико-Тырново — Даниел Панов /ГЕРБ/ по результатам выборов в правление общины.

## Известные уроженцы
- Чолаков, Станчо (1900—1981) — болгарский государственный и общественный деятель.